# ميني لويز هاسكينز
ميني لويز هاسكينز (بالإنجليزية: Minnie Louise Haskins)‏ (12 مايو 1875 في المملكة المتحدة - 1957 في المملكة المتحدة)؛ كاتِبة وشاعرة بريطانية. درست في كلية لندن للاقتصاد.

## روابط خارجية
- ميني لويز هاسكينز على موقع ميوزك برينز (الإنجليزية)